# 浅口ふれあい号
浅口ふれあい号（あさくちふれあいごう）は、岡山県浅口市にて運行しているコミュニティバスである。

## 概要
- 2010年4月に施行された市長選挙で現市長がワンコインバスの運行を公約にしていた。これにより2011年4月より1年間の試験運行を経て2012年4月に正式運行している。
- 1日2路線を2台で運行
- 車両は14人乗り(運転手を含む)のハイエース
- 最も利用者の多い路線は寄島東・西線で平成25年度利用者数は約9000人以上で人最も利用者の少ない路線は金光南線で平成25年度利用者数は寄島東・西線の半分以下にとどまっている。寄島西線は平成27年度より1便増やした。2便は寄島総合支所から健康福祉センターまでの間で1便の10分後に発車する。

## 沿革
- 2011年4月1日 - 浅口ふれあい号試験運行開始。
- 2012年4月1日 - 1年間の試験運行を受けて、6系統で49箇所に停留所を新設、14箇所の停留所を廃止して正式運行開始。
- 2015年8月4日 - 寄島西線が寄島総合支所 - 健康福祉センターまで1便のみ2号車が増便される。
- 2015年10月6日 - 1か月間、寄島西線のメロディーが「浅口音頭」に変更される。
- 2020年9月26日 - 金光駅南口広場の整備事業が完成し、金光駅のバス停が南口に変更される予定。現在のバス停は北口の整備事業により使用できなくなる。

## 路線

### 月曜・木曜・金曜運行
鴨方西線
鴨方駅南口 - 六条院小学校前 - 指田 - 宇月原 - ビッグ鴨方店 - 金光駅 - 金光病院
鴨方東線
鴨方駅南口 - 浅口市役所 - 健康福祉センター - 吉宗 - 益坂阿坂 - 金光駅 - 金光病院

### 月曜・火曜・金曜運行
寄島西線
宮の前 - 寄島総合支所 - 鴨方駅南口 - 浅口市役所 - 金光駅 - 金光病院
1便2号車
寄島総合支所 - 鴨方駅南口 - 浅口市役所 - 健康福祉センター
寄島東線
東安倉遊園地 - 寄島総合支所 - 三郎 - 青佐西 - 永広公会堂前 - みわ紀念病院 - 金光病院 - コープ鴨方 - 鴨方駅南口（註:9/26より金光駅は金光駅南口に変更）

### 火曜・水曜・土曜運行
金光北線
金光総合支所 - 上竹公会堂 - 阿坂 - 野原 - 金光総合支所 - 大谷東公会堂 - 八重 - 金光総合支所 - 地頭下 - 鴨方駅南口 - 占見 - 金光総合支所
金光南線
丁 - 健康福祉センター - 鴨方駅南口 - 荒張公民館前 - みわ紀念病院 - 加茂団地 - 金光病院 - ほかま医院 - 金光駅
里見川南駐車場、小田両停留所は利用中止。大谷西遊園地停留所は移設される。

なお、2019年1月までは各路線とも運行日数が週2日であった。